# Lijst van vroege Hollandse schilders

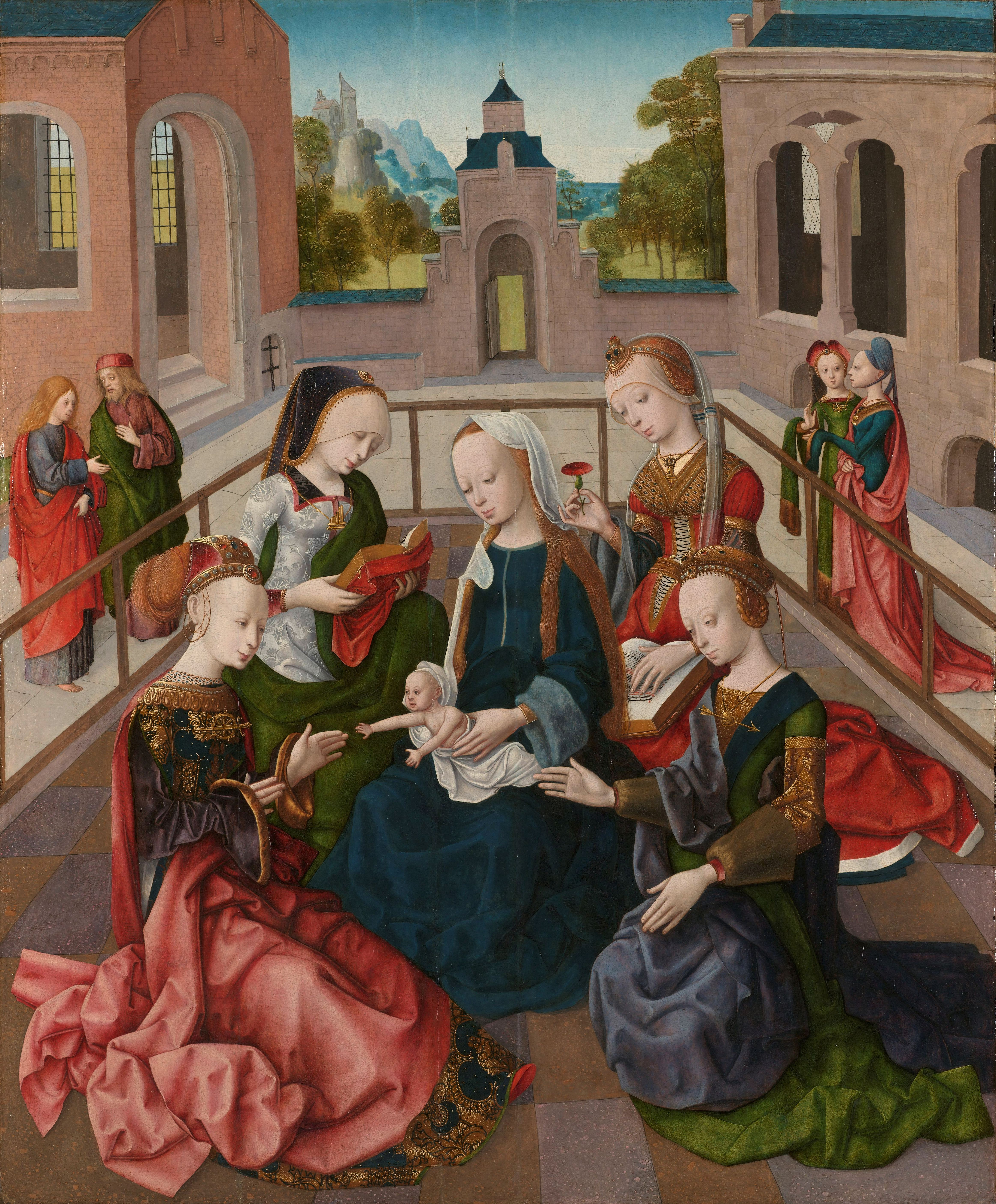
Meester van de Virgo inter Virgines, Maria met het Christuskind en de heiligen Catharina, Cecilia, Barbara en Ursula (Rijksmuseum, Amsterdam)

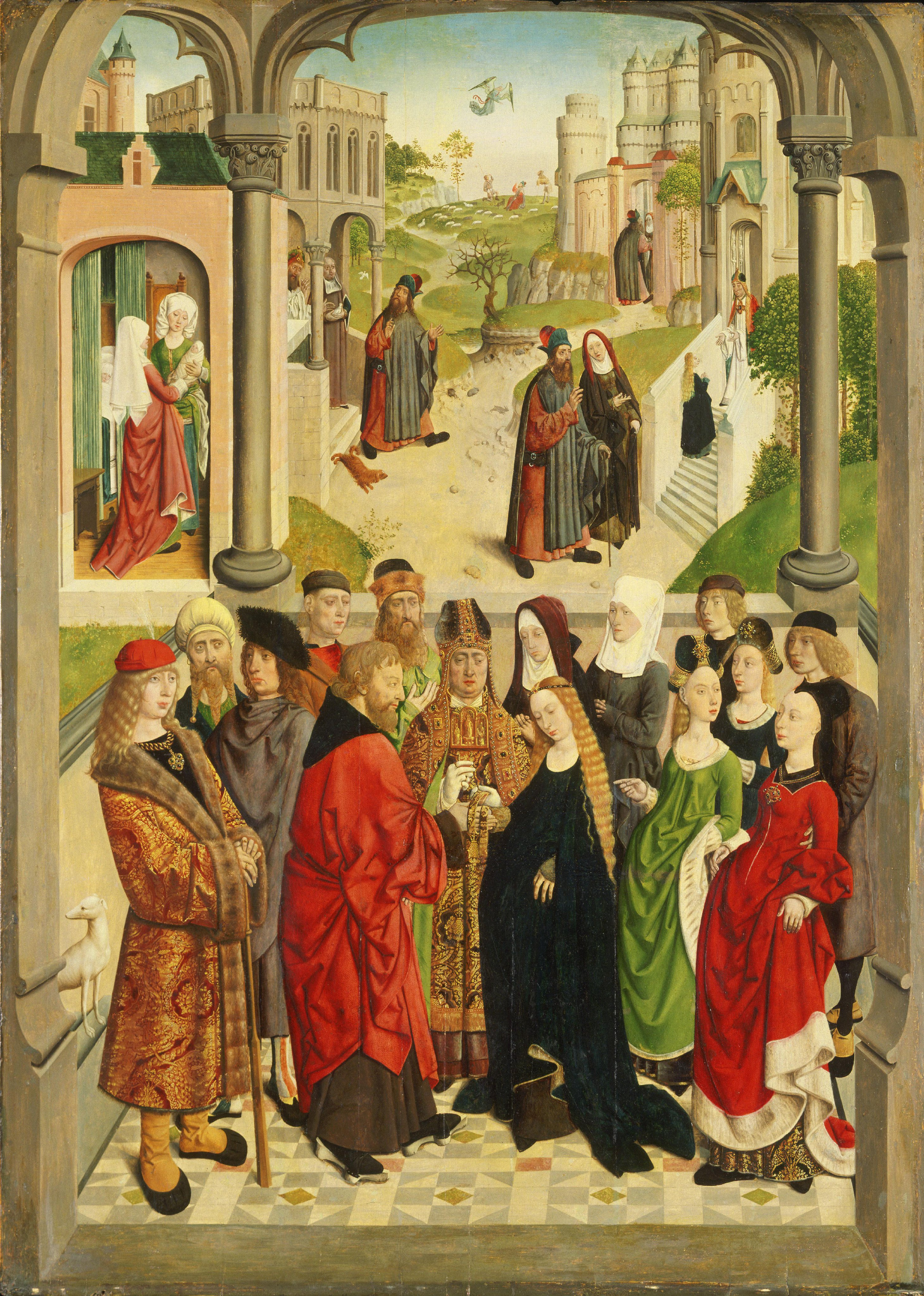
Meester van de Tiburtijnse sibylle, De bruiloft van Maria (Philadelphia Museum of Art, Philadelphia)

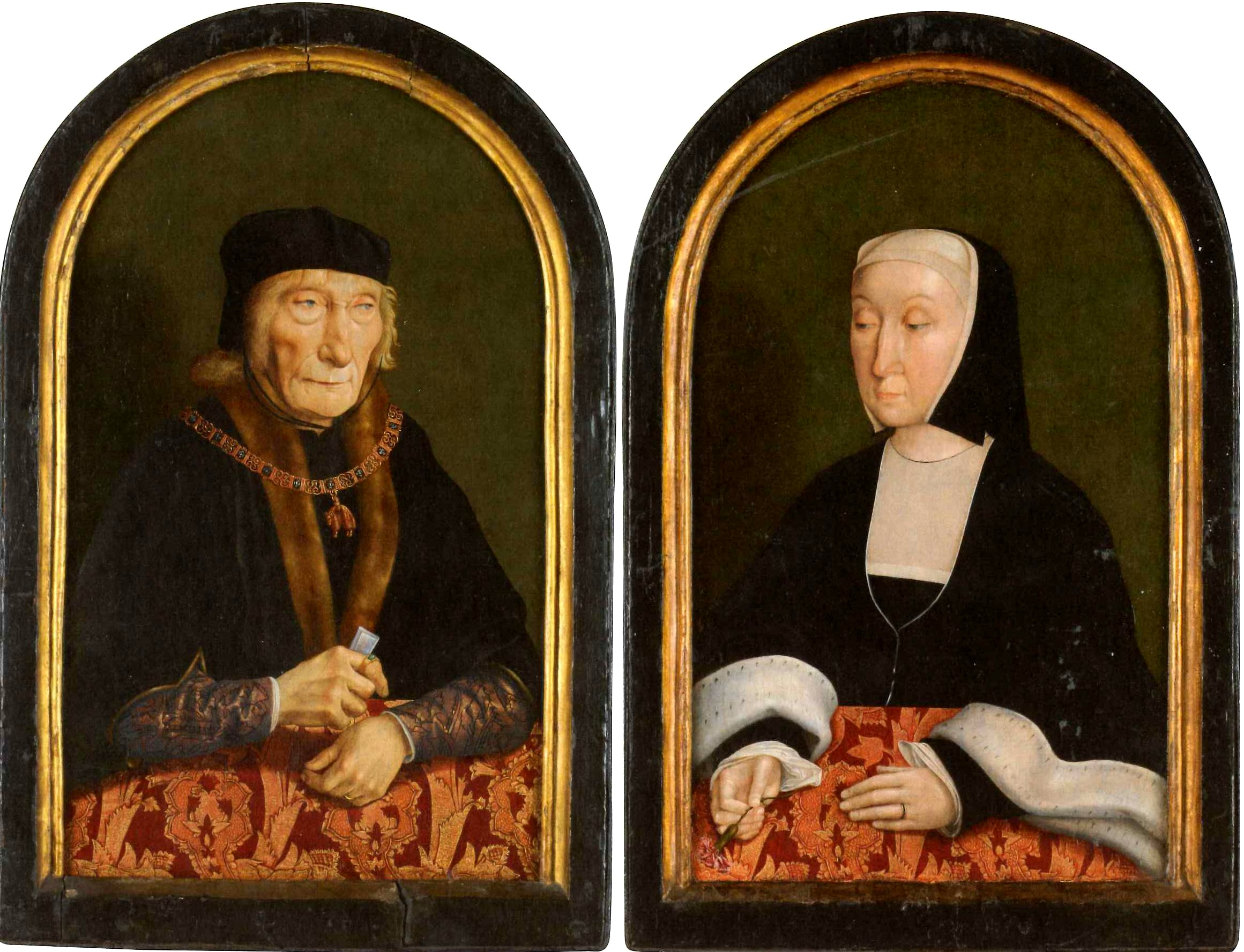
Meester van Alkmaar, Portretten van Jan III van Egmont en Magdalena van Werdenburg (Metropolitan Museum of Art, New York)

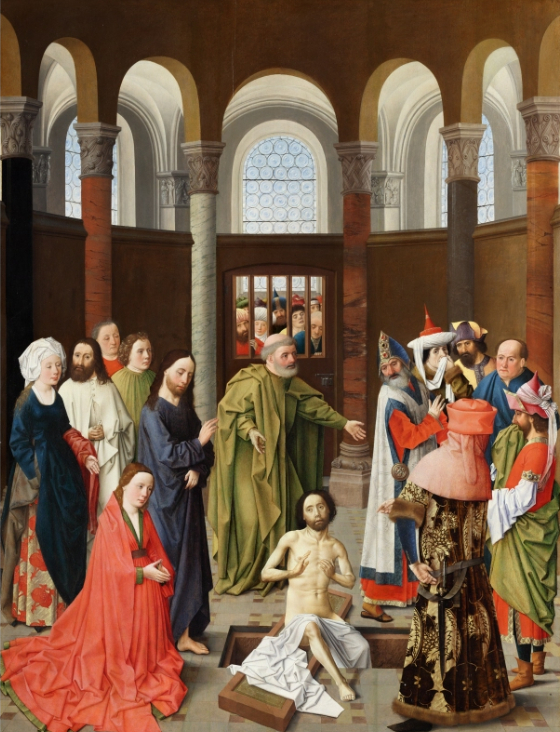
Albert van Ouwater, De opwekking van Lazarus (Gemäldegalerie, Berlijn)

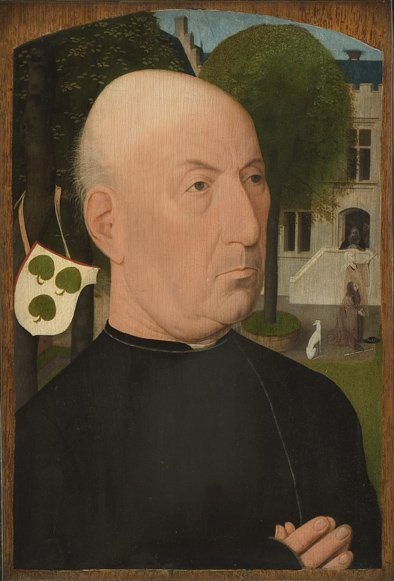
Jan Mostaert, Portret van Jacob Jansz. van der Meer (Statens Museum for Kunst, Kopenhagen)

De term vroege Hollandse schilders of (minder gebruikelijk) Hollandse primitieven wordt gebruikt voor schilders die werkzaam waren in het Graafschap Holland gedurende de vijftiende en het eerste kwart van de zestiende eeuw. Uit deze periode zijn, mede als gevolg van de beeldenstorm, slechts een gering aantal schilderijen overgeleverd. Het zijn voornamelijk paneelschilderingen maar ook gewelf- en muurschilderingen zijn sporadisch overgeleverd. De verluchte handschriften die in deze periode in Holland vervaardigd werden, vertonen overeenkomsten met de schilderingen op groot formaat maar behoren uiteindelijk toch tot een andere traditie en worden in overzichten vaak niet meegenomen. Het gros van de schilderingen had een religieuze functie, zoals memorietafels of altaarstukken. Daarnaast zijn er van na 1500 ook zelfstandige portretten bewaard gebleven. Kunstenaars zijn nauwelijks bij naam bekend en oeuvres zijn daarom vaak toegeschreven aan meesters met noodnamen.

## De ontdekking van de Hollandse Primitieven
In de eerste helft van de twintigste eeuw zijn er door verschillende onderzoekers, onder wie Adriaan Pit en Willem Vogelsang, pogingen gedaan om de schilderijen van de vroege Hollandse schilders onder te brengen in een specifiek Hollandse schilderschool. Men poogde typische kenmerken te benoemen waarmee de Hollandse schilders zich zouden onderscheiden van hun contemporaine evenknieën uit de Zuidelijke Nederlanden, de Vlaamse Primitieven. Er werd onder andere gewezen op een voorkeur voor het weergeven van het landschap, het ingetogen weergeven van emoties door de Hollandse schilders; ook zouden zij meer oog hebben voor alledaagse details. Deze pogingen werden voornamelijk ingegeven door nationalistische motieven. Tegenwoordig wordt het idee van het bestaan van een typisch Hollandse school met een eigen schilderstijl niet meer van ganser harte aangehangen. Er is gewezen op de veelvuldige artistieke uitwisselingen tussen Holland en de Zuidelijke Nederlanden (te denken valt aan Dirk Bouts en Gerard David die, afkomstig uit het noorden, werkzaam waren in het zuiden) en met Gelre, Utrecht en de Duitse landen. Door deze wisselwerking werden stilistische en iconografische inventies veelvuldig uitgewisseld. Als er al specifieke karakteristieken in de Hollandse schilderkunst aan te wijzen zijn, dan is dat veeleer op lokaal, stedelijk niveau dan dat ze geldig zijn voor het gehele Gewest.

## Toeschrijvingen
Het onderzoek naar de vroege Hollandse schilderkunst is van betrekkelijk recente datum. Het samenstellen van oeuvres speelde hierbij van oudsher een grote rol. De Duitse kunsthistoricus en connaisseur Max J. Friedländer vervulde hierbij een pioniersrol. Voornamelijk op basis van stilistische kenmerken groepeerde hij schilderijen waarin hij dezelfde hand meende te herkennen. Soms was hiervan de naam van de schilder bekend maar vaak bedacht Friedländer een noodnaam, die hij meestal ontleende aan het magnum opus van de specifieke meester. Vrijwel alle nu nog gebruikte namen zijn ooit door Friedländer voorgesteld. Hoewel enkele schilderijen tegenwoordig aan andere meesters toegeschreven worden, hebben de oeuvreconstructies van Friedländer grotendeels standgehouden.
Bij de toeschrijvingen van schilderijen aan de enkele bij naam bekende meesters is het Schilderboeck van Karel van Mander de voornaamste bron. Zo zijn de oeuvres van Albert van Ouwater, Geertgen tot Sint Jans en dat van Jan Mostaert gegroepeerd rond schilderijen die door Van Mander in zijn levensbeschrijvingen zijn omschreven. Daarnaast wordt gebruikgemaakt van archivalische bronnen en moderne technieken zoals dendrochronologie en infraroodreflectografie om schilderijen toe te kunnen schrijven.

## Afbakening
Het begin van de vroege Hollandse schilderkunst wordt vaak gelegd bij de Gedachtenistafel van de Heren van Montfoort, het oudst bekende Hollandse schilderij. Het eindpunt is minder eenduidig aan te geven. Vaak wordt gelet op de introductie van invloeden van de Italiaanse renaissance. Schilders als Jan van Scorel en Maarten van Heemskerck behoren daarom overduidelijk niet meer tot de vroege Hollandse schilderkunst. Voor bijvoorbeeld Lucas van Leyden en Jacob Cornelisz. van Oostsanen ligt dit ingewikkelder. Meestal wordt hun generatie nog net wel tot deze periode gerekend maar hun werk laat al wel een ontwikkeling zien in de richting van de renaissance.

## De lijst van vroege Hollandse schilders
- Albert van Ouwater
- Lucas Cornelisz. de Cock
- Cornelis Engebrechtsz.
- Geertgen tot Sint Jans
- Cornelis Cornelisz. Kunst
- Aertgen van Leyden
- Lucas van Leyden
- Meester van Alkmaar
- Meester van Bellaert
- Meester van het Binnenhuis te Dresden
- Meester van het Amsterdamse sterfbed van Maria
- Meester van de Antwerpse triptiek van Maria
- Meester van de Brunswijkse diptiek
- Meester van Delft
- Meester van de Heilige Elisabeth-panelen
- Meester van de Inzameling van het Manna
- Meester van het Johannes-altaar
- Meester van de Kruisafneming van Figdor
- Meester van de Spes Nostra
- Meester van de Tiburtijnse sibylle
- Meester van de Virgo inter Virgines
- Monogrammist AM
- Jan Mostaert
- Jacob Cornelisz. van Oostsanen